# Киноустановка

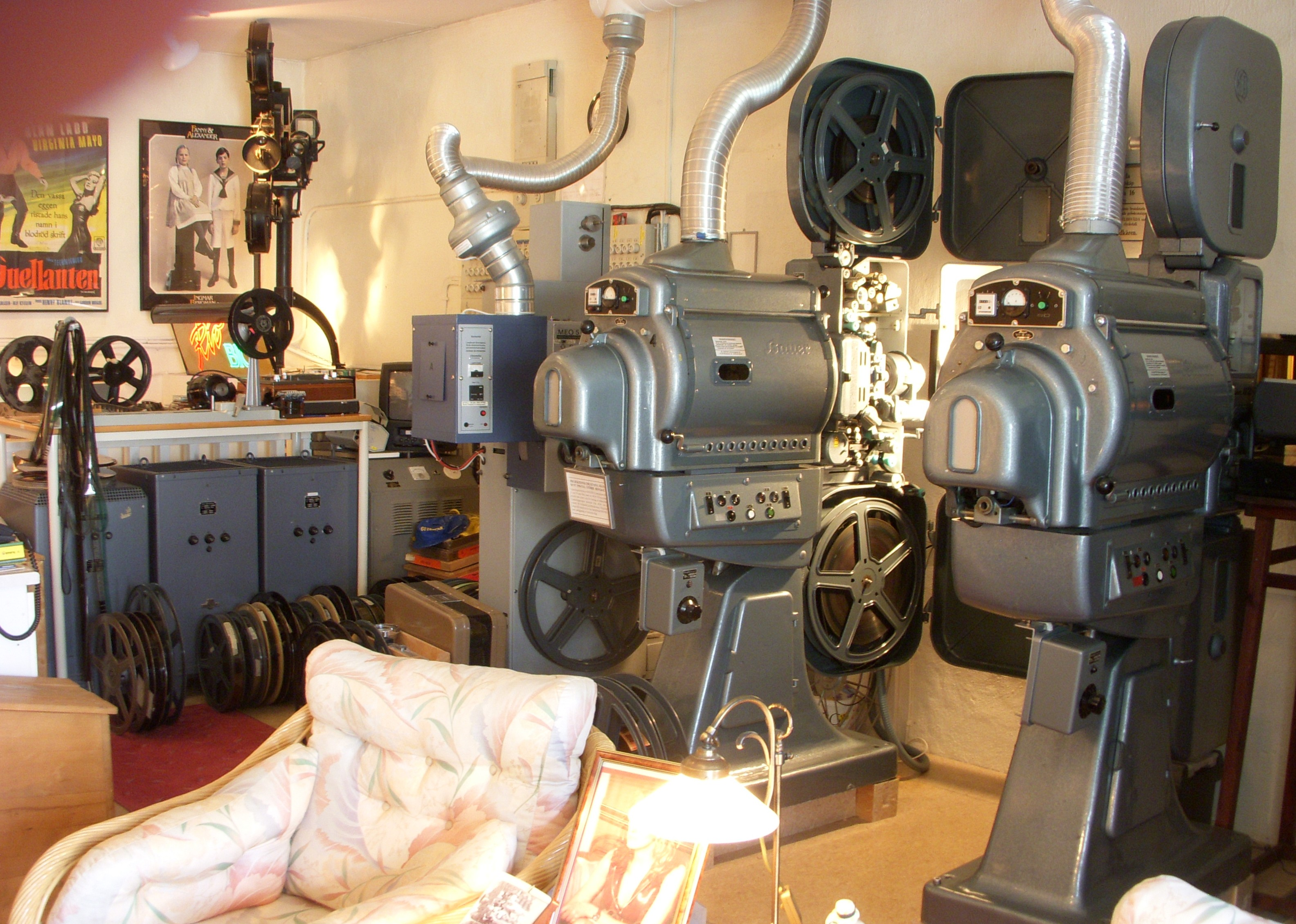
Киноустановка из нескольких кинопроекторов в аппаратной кинотеатра

Киноустановка — комплекс оборудования для демонстрации кинофильмов.
Различают стационарные и передвижные киноустановки. Стационарная киноустановка является основой любого кинотеатра.

## Стационарные киноустановки
В состав установки входят:
- От 2 до 4-х постов кинопроекции, каждый из которых содержит кинопроектор. В современных киноустановках с применением бесперемоточных устройств — один кинопроектор на один зрительный зал;
- Экран или система экранов;
- Звуковоспроизводящее устройство с громкоговорителями;
- Электросиловое оборудование;
  - специализированные источники питания для ламп кинопроекторов;
  - вспомогательное оборудование для плавного включения и выключения освещения зрительного зала (темнители света);
  - управление предэкранным занавесом и кашетами;
- в некоторых случаях, когда предполагается длительное хранение фильмокопий, в установку включаются фильмостаты;
- Устройства перемотки, склеечный пресс или монтажный стол для склеивания частей и ремонта фильмокопий;

Киноустановки для панорамного, кругорамного кино и стереопроекции могут включать до 22 кинопроекторов, каждый из которых показывает свою часть изображения или стереопары. Все кинопроекторы синхронизируются друг с другом при помощи специальной системы, входящей в киноустановку. При наличии отдельной магнитной ленты с фонограммой предусматривается фильмфонограф, также синхронизированный с одним или несколькими кинопроекторами. Киноустановки, предназначенные для просмотра изображения и фонограммы «на двух плёнках» на киностудиях, также оснащаются фильмфонографом, синхронизированным с проектором.
Большинство стационарных киноустановок имеет средства автоматизированного кинопоказа, например автоматику перехода с поста на пост для непрерывного показа кинофильмов. Киноустановки современных кинотеатров оснащаются бесперемоточными устройствами — платтерами — позволяющими склеивать всю фильмокопию в один рулон и демонстрировать её с единственного поста без перезарядки. Управление киноустановками всех залов в таких кинотеатрах осуществляется централизованно с компьютера.
Стационарные киноустановки монтируются в специально оборудованных помещениях — кинопроекционных (киноаппаратных), снабжаются высокоотражающими экранами, специально разработанным звуковоспроизводящим оборудованием высокого класса большой номинальной мощности (до 300 Вт на зал в 300-500 мест).
Подавляющее большинство их рассчитано на 35-мм кинофильмы (обычные, широкоэкранные, кашетированные);
Некоторая часть кинотеатров, особенно залов небольшой вместимости комплектуется стационарными кинопроекционными аппаратами для демонстрации 16-мм кинофильмов.
В 1952 году, после внедрения формата «Синемаскоп», киноустановки были дополнены многоканальным звуковоспроизводящим оборудованием, обеспечивающим следование звука за изображением его источника на экране, а также звуковые эффекты вокруг зрительного зала. Кинопроекторы нового стандарта стали оснащаться дополнительным звукоблоком, считывающим фонограмму с четырёх магнитных дорожек, нанесённых на фильмокопию. После создания широкоформатной кинематографической системы «Todd AO», крупные кинотеатры начали оснащать двухформатными киноустановками, пригодными для демонстрации фильмов на 35-мм киноплёнке и широкоформатных на 70-мм плёнке. С начала 1990-х годов развиваются цифровые системы объёмного звука.
Современные фильмокопии, кроме аналоговой снабжаются цифровыми оптическими фонограммами, отпечатанными на межперфорационных перемычках киноплёнки (Dolby Digital) и на внешних кромках (SDDS). Широкоформатные фильмокопии вместо шестиканальной магнитной фонограммы комплектуются цифровым звуковым сопровождением стандарта DTS на отдельном компакт-диске. Поэтому, в киноустановку дополнительно входит CD-проигрыватель, синхронизированный с кинопроектором по адресно-временному коду, отпечатанному на фильмокопии.
Киноустановки обслуживаются киномеханиками. Большинство современных киноустановок в процессе подготовки и демонстрации фильма обслуживается одним киномехаником.
Киноустановка является основной единицей учёта в системе кинофикации и кинопроката в большинстве стран.

## Передвижные киноустановки

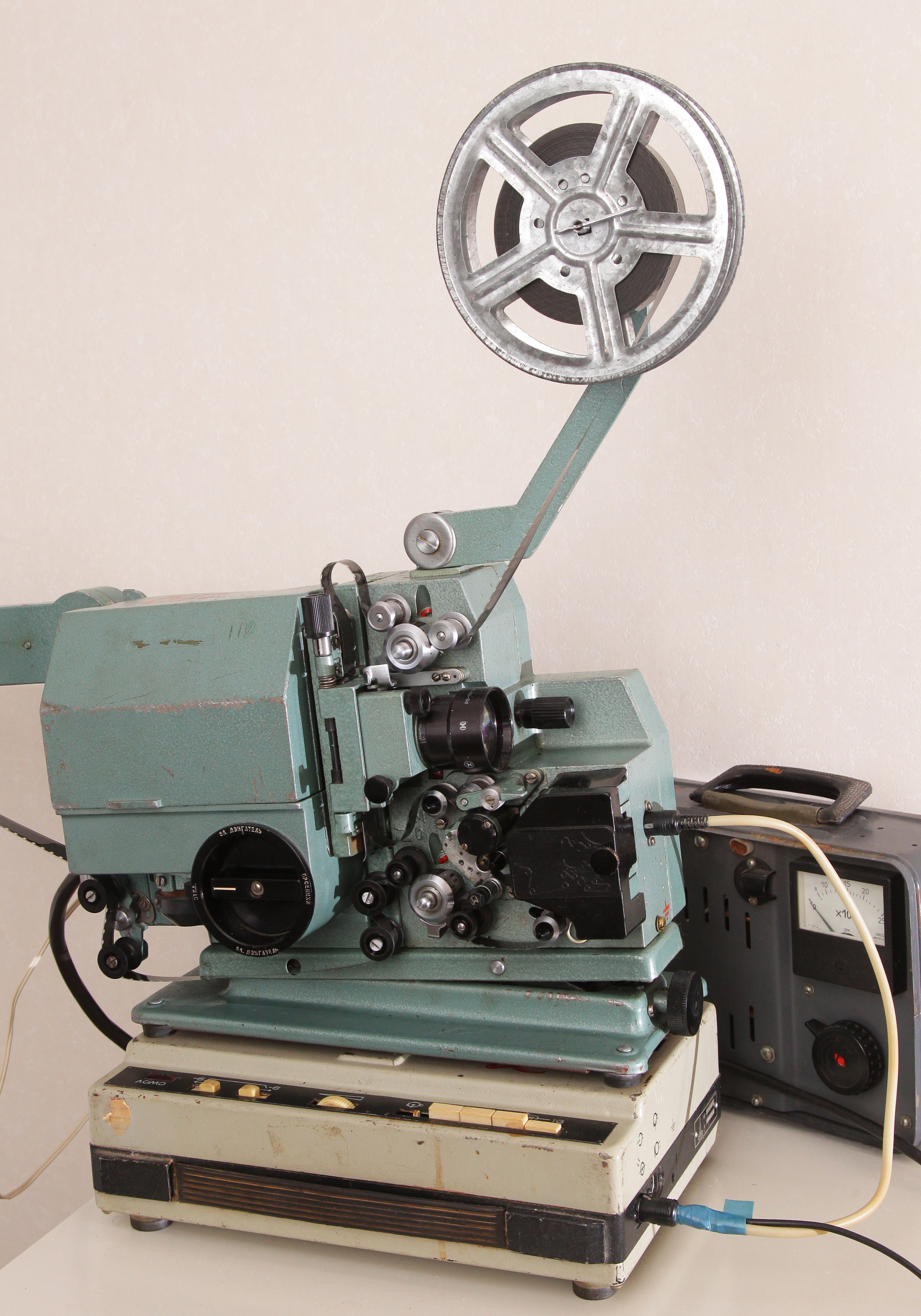
Передвижная киноустановка «Украина-5»

Кинопередвижка — портативная киноустановка для демонстрирования, как правило, узкопленочных (16мм) кинофильмов в помещениях, не оборудованных стационарными кинопроекционными установками. В неё входит один кинопроектор, усилитель звука, автотрансформатор для питания проектора, усилителя и звукочитающей лампы, а также громкоговоритель и сворачивающийся экран. Дополнительно в комплект могут входить склеечный пресс и перемоточное устройство. Часто «кинопередвижкой» называли автомобиль, специально предназначенный для перевозки портативной киноустановки, а демонстрация фильма на открытых площадках иногда велась непосредственно из кузова такой машины. С распространением современных цифровых мультимедийных средств демонстрации кинофильмов от кинопередвижек стали отказываться ввиду дороговизны и неудобства их обслуживания.

## Цифровая киноустановка
Современные кинотеатры постепенно переходят от плёночной технологии кинопоказа к использованию цифровых кинопроекторов. В отличие от традиционных проекторов, цифровые не требуют перезарядки частей фильмокопии и могут демонстрировать фильм любой длительности с одного сервера. Поэтому цифровая киноустановка содержит, как правило, только один проектор, работающий в паре с одним сервером. Остальное оборудование практически ничем не отличается от оборудования плёночной установки.